# Puerto López (kanton)
Puerto López – kanton w prowincji Manabí, w Ekwadorze. Stolicą kantonu jest Puerto López.